# Théâtre municipal d'Espoo
Le théâtre municipal d'Espoo (finnois : &, précédemment : Espoon kaupunginteatteri) est un théâtre situé dans le quartier de Tapiola à Espoo en Finlande.

## Description

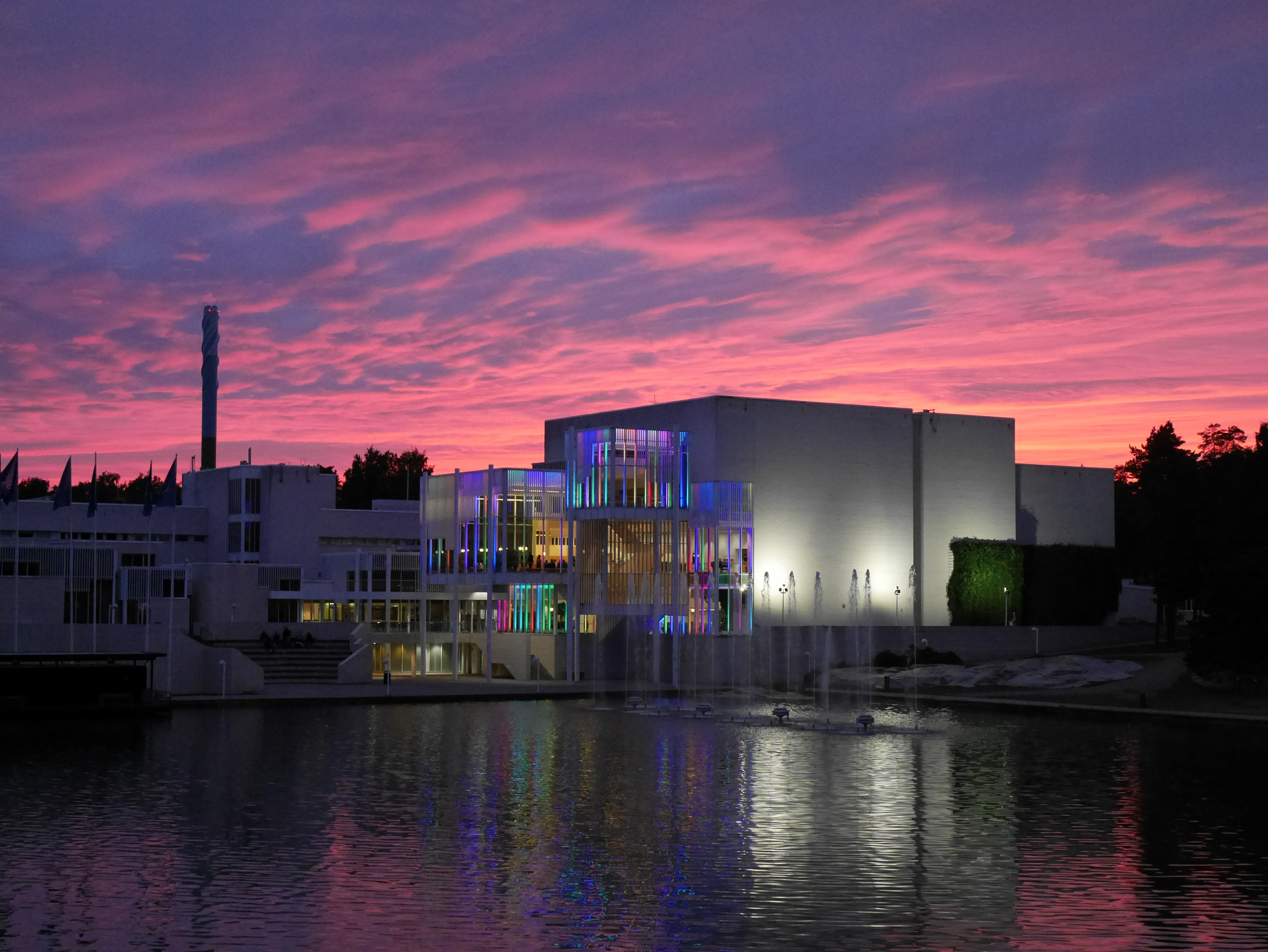
Centre culturel d'Espoo.

Le théâtre municipal d'Espoo est un théâtre professionnel fondé en 1988. Le théâtre municipal d'Espoo dispose de deux scènes la Louhisali et la Revontulihalli toutes le deux situées dans le quartier de Tapiola. La scène Louhisali est dans le centre culturel d'Espoo et la scène Revontulihalli est située à l'adresse Revontulentie 8.
Le théâtre Municipal d'Espoo est exceptionnel en termes de répertoire. C'est un festival qui a duré plus de 30 ans plutôt qu'un théâtre institutionnel régulier. Chaque saison 2 à 4 compagnies étrangères se produisent sur la scène Louhisali, en plus des visites de compagnies nationales. Au cours de l'histoire du théâtre, des spectacles sont venus de différentes parties du monde, joués dans de nombreuses langues différentes.
Les semaines estoniennes organisées chaque année au printemps se sont également imposées dans le répertoire du théâtre.
Le théâtre propose des sous-titres pour ses représentations via sa propre application mobile. Une traduction en anglais est toujours disponible, certaines representations ont également des sous-titres en finnois.
Chaque année, environ 30 000 spectateurs assistent aux représentations du théâtre municipal d'Espoo.
En août 2023, le théâtre a pris le nom avec seulement le signe &, car les initiales des mots Espoon teatteri ("théâtre d'Espoo") sont "ET", ce qui est également la façon dont le signe & est lu. Le théâtre a déclaré que le signe symbolise "le rapprochement des choses et des idées, des artistes, du public et des cultures".